# Fußball-Bundesliga/Rekorde/Werder Bremen
Der Artikel Fußball-Bundesliga/Rekorde/Werder Bremen listet die vereinsspezifischen Rekorde des Werder Bremen auf, die mit Bezug auf die Zugehörigkeit zur deutschen Fußball-Bundesliga gehalten werden.
Der Verein ist aktuell Bundesligist (Stand: Saison 2025/26).

Siehe auch: 

## Vorbemerkung
Es besteht eine Unterteilung zwischen Positiv- und Negativrekorden sowie vereinsinternen Bestmarken. Weitere Rekorde, die dem Verein nicht zuzuordnen sind, werden im Hauptartikel unter „Allgemein“ gelistet. Dort bestehen zudem die Rubriken „Trainerspezifische Rekorde“, „Schiedsrichterspezifische Rekorde“ sowie „Sonstige Rekorde“. Es besteht außerdem die Möglichkeit „In nächster Zeit möglicherweise fallende Bestmarken“ im unteren Bereich der Hauptseite festzuhalten, bzw. die neuen Rekorde an die passenden Stellen einzusortieren. Wenn möglich, wird zu einem Positivrekord auch der Negativrekord als Gegenstück gelistet (und andersrum). Die Liste erhebt keinen Anspruch auf Vollständigkeit.

## Werder Bremen
Aktuelle Platzierung in der Ewigen Tabelle der Fußball-Bundesliga: Platz 3 von 58 (Stand: 34. Spieltag 2024/25)

### Positivrekorde

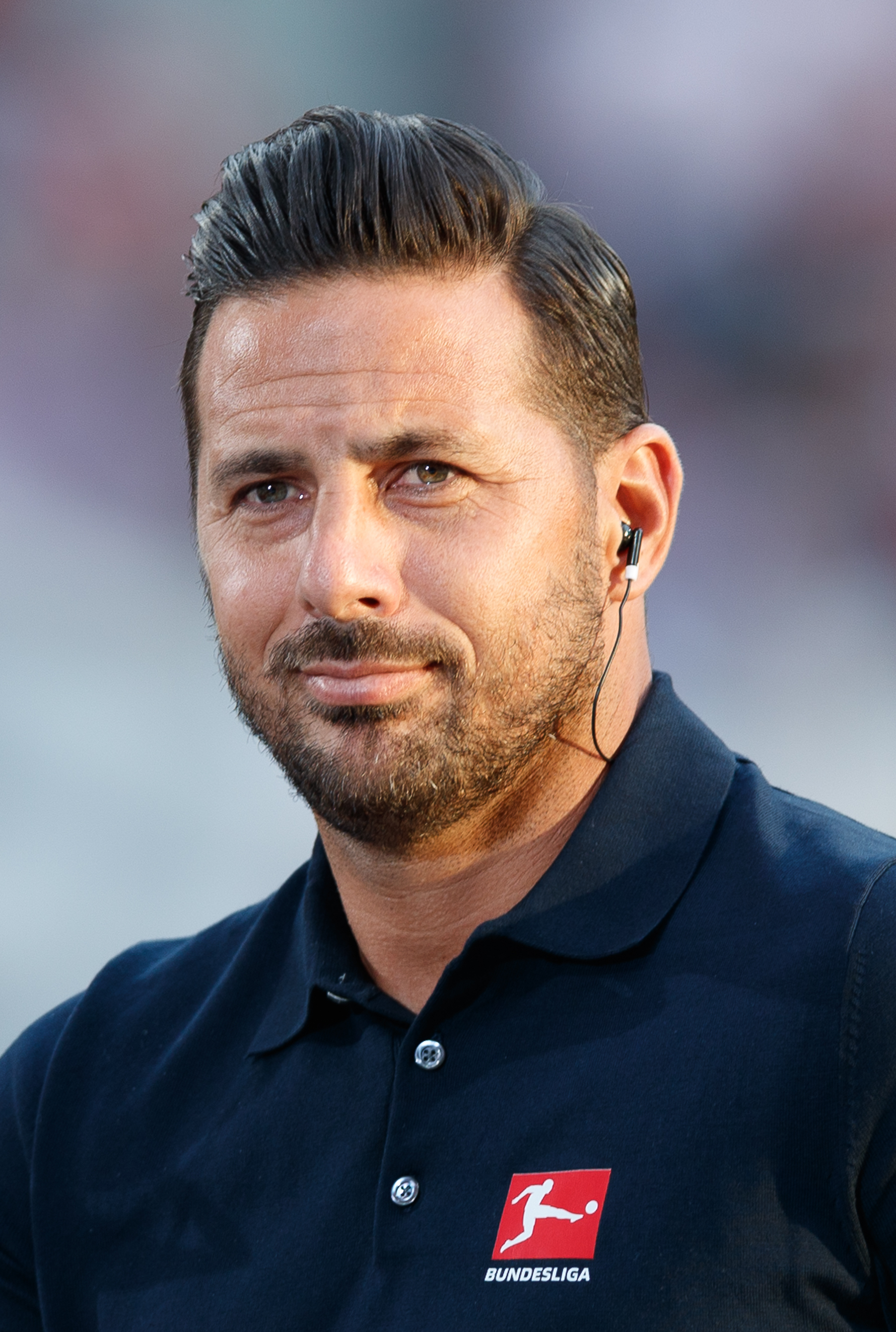
Ältester Torschütze (Claudio Pizarro, 40 Jahre und 136 Tage)

- meiste Unentschieden: 510 (gemeinsam mit Borussia Mönchengladbach, Stand: 33. Spieltag 2024/25)[1]
- an den meisten Spielzeiten der Bundesliga teilgenommen: 60 von 62 möglichen (nur 1980/81 und 2021/22 (jeweils nach Abstieg) nicht teilgenommen, Stand: 2024/25; gemeinsam mit dem FC Bayern, der an den Spielzeiten 1963/64 und 1964/65 (vor Aufstieg) nicht teilnahm)[1][2]
- meiste Spiele als Trainer für einen Verein: 493 (Otto Rehhagel)[3]
- ältester Torschütze: Claudio Pizarro (40 Jahre und 136 Tage)[4]
  - ältester ausländischer Torschütze: Claudio Pizarro (40 Jahre und 136 Tage, Peruaner/Italiener)[4][5]
- Spieler, der gegen die meisten unterschiedlichen Gegner innerhalb einer Saison mindestens einen Treffer erzielte: einem von insgesamt 4 Spielern gelang dies für Werder Bremen, gemeinsam mit Gerd Müller (2×, 1966/67 und 1969/70), Robert Lewandowski (2×, 2019/20 und 2020/21), Harry Kane (2023/24)[6]
  - jeweils gegen 16 der 17 möglichen Gegner wurde getroffen
    - Aílton (2003/04)
- Erstmals in der Geschichte der Bundesliga gewann eine Mannschaft, die zur 89. Minute mit zwei oder mehr Toren zurücklag, ein Spiel. Zuvor war dies 7221 Mal der Fall, wobei die im Rückstand liegende Mannschaft 7216 Mal verlor und fünf Unentschieden erreichte. Der erste Sieg gelang Werder Bremen am 3. Spieltag 2022/23, gegen Borussia Dortmund (Endstand 2:3 aus Sicht der Heimmannschaft Dortmund). Die Borussia unterlag trotz einer 2:0-Führung bis zur 89. Minute im Heimspiel den Werderanern.[7]
- einziger Verein, der gegen alle bisherigen Bundesliga-Mannschaften antrat: 56 (zuletzt: gegen 1. FC Heidenheim am 4. Spieltag 2023/24)[8]
- längste Zeit ununterbrochen Trainer eines Bundesligisten: Thomas Schaaf (14 Jahre und 5 Tage, vom 10. Mai 1999 bis 14. Mai 2013)[9][10]
- ältester Trainer: Fred Schulz (74 Jahre und 184 Tage, am 29. April 1978)[11]
- Anzahl Auswärtstore in einer Hinrunde: 27 (2006/07; gemeinsam mit dem FC Bayern, 2021/22, Stand: 2024/25)[12]
- meiste unterschiedliche Torschützen in einer Saison: 20 (2007/08)[13]

### Negativrekorde
- kassierten das erste Tor der Bundesligageschichte: durch Timo Konietzka (0:1 nach 35 Sekunden gegen Borussia Dortmund am 24. August 1963 am 1. Spieltag 1963/64)[14]
- meiste Gegentreffer: 3009 (Stand: 33. Spieltag 2024/25)[15][1]
  - kassierte als erstes Team den 3000. Gegentreffer: gegen den SC Freiburg (zum 0:5-Endstand, durch Ritsu Dōan, am 23. Spieltag 2024/25)[15][1][16]
- am häufigsten mindestens 5 Tore pro Spiel kassiert: 57× (Stand: 23. Spieltag 2024/25)[17]
- meiste Strafstöße nicht verwandelt: 78 (Stand: 24. Spieltag 2024/25)[15][18][19][20][21][22]
- meiste Eigentore erzielt: 69 (Stand: 24. Spieltag 2024/25)[18][23][24][25][26][27][28]
- wenigste Torschüsse in einem Spiel abgegeben: keinen (2×, seit Beginn der Datenerfassung ab der Saison 1992/93, Stand: 22. Spieltag 2024/25)[29]
  - bei der 0:5-Niederlage gegen den FC Bayern (am 4. Spieltag 2024/25)
  - bei der 0:6-Niederlage beim FC Bayern (am 8. Spieltag 2014/15)
- Anzahl Spiele in Folge ohne Sieg im Duell mit einem anderen Gegner: 28 (gegen Bayern München, 24 Niederlagen und 4 Unentschieden, bis einschließlich 1. Spieltag 2023/24)[30][31][32][33][34]
- meiste Heimniederlagen in Folge im Duell mit einem Gegner: 15 (gegen Bayern München, laufend, Stand: 4. Spieltag 2023/24)[35][32]
- Spieler, der die meisten Niederlagen gegen einen anderen Gegner kassierte: Miloš Veljković (13 Niederlagen aus 13 Spielen jeweils gegen den FC Bayern, jeweils laufend; gemeinsam mit Koo Ja-cheol, mit dem VfL Wolfsburg, dem FC Augsburg und Mainz 05, Stand: 22. Spieltag 2024/25)[36]
- wenigste Tore eines Torschützenkönigs: 16 (Niclas Füllkrug, 2022/23; gemeinsam mit Christopher Nkunku, für RB Leipzig, Stand: Saisonende 2024/25)[37][20]
- verspielte den größten Vorsprung auf die Abstiegsplätze nach 23 Spieltagen: 11 Punkte (2020/21)[38]
- kassierte die meisten Niederlagen an ersten Spieltagen: 24 (von 60 Spielen, Stand: 2024/25)[39]
- kassierte die meisten Gegentreffer an ersten Spieltagen: 105 (in 60 Spielen, Stand: 2024/25)[39]

### Vereinsintern
- Rekordspieler: Dieter Burdenski (444 Einsätze)[40]
- Rekordfeldspieler: Horst-Dieter Höttges (420 Einsätze)[40]
- Rekordtorschütze: Claudio Pizarro (109 Tore)[41]
- meiste Eigentore: Per Røntved (5, Stand: 19. Spieltag 2024/25)[19][42]
- jüngster Spieler: Fabio Chiarodia (17 Jahre und 139 Tage, am 11. Spieltag 2022/23, Stand: Saisonende 2022/23)[43]
- ältester Spieler: Claudio Pizarro (41 Jahre, 8 Monate und 24 Tage)[44]
- ältester Debütant: Dragomir Ilic (38 Jahre und 50 Tage, am 5. Oktober 1963)[45]
- jüngster Torschütze: Aaron Hunt (18 Jahre und 161 Tage, gegen Borussia Mönchengladbach)[46]
- meiste Niederlagen nach eigener Führung innerhalb einer Saison: 6 (2022/23)[47]
- meiste Tore nach den ersten 100 Einsätzen für einen Verein: 73 (Rudi Völler)[48][49]
- meiste Strafstöße im Duell mit dem FC Bayern zugesprochen bekommen: 19 (Stand: 1. Spieltag 2023/24)[50]
- meiste Minuten in Folge ohne Gegentreffer: Oliver Reck (640, 1987/88, Stand: 25. Spieltag 2024/25)[51]
- höchster Sieg: je 8:1 (2×)[52]
  - gegen DSC Arminia Bielefeld (8. Spieltag 2007/08)
  - gegen Kickers Offenbach (15. Spieltag 1983/84)
- höchste Niederlage: 9:2 (bei Eintracht Frankfurt, am 14. Spieltag 1981/82)[53]
- Torreichstes Spiel: je 11 Tore (2×)[54]
  - 9:2 (Niederlage bei Eintracht Frankfurt, am 14. Spieltag 1981/82)
  - 6:5 (Sieg gegen Borussia Mönchengladbach, am 34. Spieltag 1968/69)
- meiste Niederlagen nach sieben Spieltagen: 5 (mehrfach, auch 1998/99 und 2023/24)[55]
- meiste Siege gegen einen anderen Gegner: gegen 2 Gegner (je 46 Siege, Stand: 30. Spieltag 2024/25)[56]
  - gegen Schalke 04
  - gegen den VfL Bochum
- beste Tordifferenz gegen einen anderen Gegner: +77 (gegen den VfL Bochum, Stand: 30. Spieltag 2024/25)[56]
- meiste Siege in Folge gegen einen anderen Gegner: 8 (gegen den FC St. Pauli, laufend, Stand: 14. Spieltag 2024/25)[57]
- meiste Auswärtsspiele gegen einen anderen Gegner, ohne je gewonnen zu haben: 8 (gegen RB Leipzig, laufend, Stand: 16. Spieltag 2024/25)[58]
- meiste Scorerpunkte nach den ersten 10 Einsätzen: Diego (13, 5 Tore und 8 Vorlagen, 2006/07, Stand: 13. Spieltag 2023/24)[59]
- meiste Niederlagen in Folge gegen einen anderen Trainer: 8 (gegen Thomas Tuchel, Stand: 10. Februar 2024)[60]
- meiste Auswärtssiege in Folge: 3 (mehrfach, auch bis 22. Spieltag 2023/24, Stand: Saisonende 2023/24)[61]
- meiste Auswärtssiege in Folge ohne Gegentor: 3 (2×, Stand: 24. Spieltag 2023/24)[62]
  - (1981/82)
  - (18., 20. und 22. Spieltag 2023/24)
- meiste 1:1-Unentschieden in Folge: 4 (4. bis 7. Spieltag 2020/21, Stand: 33. Spieltag 2023/24)[63]

Spieler, der die meisten Strafstöße in Folge verwandelte: Horst-Dieter Höttges (15, 5. Dezember 1964 bis 30. März 1968)
- erstmals gewann das Team ein Spiel, in welchem man mit 3 Toren zurücklag (beim 4:3-Sieg bei der TSG Hoffenheim, am 5. Spieltag 2024/25). Hoffenheim gab zuvor nie den Sieg aus der Hand, wenn sie 3 Tore vorn lagen.[65][66]
  - Im selben Spiel kassierte Werder Bremen erstmals 3 Gegentore in den ersten 12 Minuten.[67]
- meiste Heimspiele in Folge ab Saisonbeginn ohne Torerfolg: 3 (2024/25, Stand: 9. Spieltag 2024/25)[68]